# コミック・ガンボ
『コミック・ガンボ』 (Comic GUMBO) は、2007年1月16日から12月11日まで株式会社デジマ（東京都千代田区）が発行していた、漫画をメインコンテンツとした週刊フリーペーパーである。
2007年12月11日発行の第48号を最後に休刊した。

## 概要

### 創刊
2007年1月16日、世界で初となる無料の週刊漫画誌として創刊。編集長はデジマ社長・甲斐昭彦が兼任。発行日は毎週火曜日。首都圏に通勤・通学する20代から40代の男性を主なターゲットとしており、駅前やコンビニのラック等で配布を行っていた。創刊当初の発行部数は公称10万部。
公式ウェブサイトと携帯サイトでは直近2週分の漫画を無料閲覧でき、1ヶ月500円の有料会員になると過去の全てバックナンバーが閲覧できた。掲載作品はYahoo! JAPAN内「Yahoo!コミック」でウェブコミックとしても配信されていた。有料会員からの閲覧料の収入があるため、本誌は同種のフリーペーパーや商業誌と比べ、広告枠が少ないのが特徴だった。
2007年10月に連載作品の単行本『ガンボ・コミックス』の発刊を開始。こちらは通常の書店流通で価格がついていた。

### 休刊
配本に関するコスト面から2007年8月より増資が受けられなくなり資金繰りが悪化し、同年11月から発行部数は5万部に半減。また、11月20日発行の第45号から配布地点を整理し、直接配送・ラック設置重視による発行部数整理を行った。
それでも経営状態は改善せず、12月11日発行の第48号が事実上の最終号となり休刊。最終号は街頭配布せず、ラック設置分および送付のみでの配布となった。また発行元のデジマは12月11日までに事業を停止したことが翌日に明らかとなった。
公式ウェブサイトと携帯サイトは12月25日に告知なく全機能が停止、Yahoo!コミックでも12月28日をもって全タイトルの配信を終了した。
休刊に伴い連載作品は全て打ち切りとなったが、なかには他社雑誌での連載再開や、単行本発刊に至った作品もある。

## エピソード
編集長自身がインタビューで、編集者としての経験も人脈も皆無なところから立ち上げたビジネスモデルであることを語っている。そのためか、出版界ではタブーの原稿完成後の書き直し命令や無断で原稿の修正が行われたという記事が、連載陣の一人だった足立淳のブログに掲載されている。

## 掲載作品
週刊で発行されたが、隔号連載が全掲載作品の約半分を占めた。また、毎号・隔号連載の入れ替わり、広告などと連動しての掲載タイミングの変更、それに伴う休載などが時折あった。

### 毎週連載
- 鳳王（原作：土井泰昭 作画：武喜仁）
- 昭和バカ噺子 -林家木久扇物語-（原案：林家木久扇 原作：どいーん 作画：はまのらま）※林家木久扇（初代木久蔵）の自伝的作品。
- 英雄戦国志 覇道遥かなり 風雲信長の章（原作：梶川良 作画：河承男）
- 朧 -OBORO-（原作：香川まさひと 作画：木村直巳）
- BOCCHAN 坊っちゃん（原作：夏目漱石 作画：江川達也）※坊つちやんの漫画化作品。
- パート怪人 悪キューレ（ヨコシマン）→朝日新聞出版より、掲載分+αを収録した単行本が発売。全2巻。
- 人間噂八百（足立淳）→産経新聞出版より、掲載分+αを収録した単行本が発売。全1巻。
- トーキョー博物誌（日高トモキチ）→産経新聞出版より、ガンボ版コミックス未収録分を収録した単行本が発売。
- ジャストポケット!（すねやかずみ）
- W.C.だぶりゅ〜・し〜（石原まこちん&小田原ドラゴン）
- 地獄でキュ〜（渡辺電機(株)）
- 喪男の哲学史（原作：本田透 作画：咲良）※同名エッセイの漫画化作品。
- 旅のサルーボ（さいとう克弥）→作者のサイトで未掲載分を公開[4]。

### 隔週連載
- サラリーマントレーダーあらし（すがやみつる）→ウェブサイトMONEYzineにて、未掲載分を含む全話無料配信中[5]。
- 茶ノ風（鳥維そうし）
- 品子のお仕事（原作：岩下はがね 作画：司馬亘）
- 座敷がえる（川口憲吾）→「徹さん」とともにマンガ図書館Zにて電子書籍化。並びに未掲載回が投稿作品として掲載されている。[6]
- ドランクバイヤーちどり（原作：青木健生 作画：岸みきお）→「ドランクヴィーナスちどり」と改題して、『プレイコミック』でリニューアルスタート。
- ぼうえい えにっき（路みちる）
- ステージガールズ（原作：上野毛あさみ 作画：黒岩よしひろ）→産経新聞出版より、掲載分の途中までを収録した単行本が発売。全2巻。
- 通販の鬼・やすだ（カネシゲタカシ）→ラルーズパブリッシングより、掲載分を厳選して収録した単行本が発売。全1巻。
- 徹さん（川口憲吾）[7]
- パセリ（原作：Parsley制作委員会 作画：星野小麦）※同名テレビドラマの漫画化作品。

### 月1回連載
- こずえのタルト（永松潔）
- さ～くるらいおん的。（さ～くるらいおん）※読者コーナー。

### 創刊記念特別集中掲載作品
- 岳人列伝（村上もとか）※過去の作品の再録。

### シリーズ読み切り
- 黒草子（吉田ひろゆき）※一部過去の作品の加筆改稿。不定期掲載。
- デパチカ!（原作：東史朗、漫画：藤みき生）※不定期掲載。 →「デパ地下!」のタイトルで日本文芸社より、掲載分+αを収録した単行本が発売。全1巻。

### 途中休載作品
- ウチチチ（ささいみりか）

### 完結作品
- あ、安部礼司（しりあがり寿）※ラジオ番組「NISSAN あ、安部礼司〜BEYOND THE AVERAGE」の漫画化作品。
- MAGICAL HIGH SCHOOL ステア（小野広喜）※元気とクロスゲームズが開発、ゲームポットが提供しているオンラインゲーム『オンラインカート ステア』の漫画化作品。
- 物件X（きりえれいこ）
- 愛天使ポルチャーノ（牧野博幸）
- G-Cup（板橋しゅうほう）

## 配布箇所
当初は鉄道の駅前での配布をメインとしていた。火曜日と水曜日の7時半からと16時半からの1日2回東京・神奈川・埼玉・千葉など首都圏の主要な駅で、黄色いジャンパーを着たスタッフが配布した。配布される曜日・時間は駅によって異なっていた。
また、店舗での設置配布も行われていた。配布店舗は徐々に増え、末期にはこちらが主軸になった。東京都心や近郊地域の他、岩手県・栃木県・長野県・静岡県・富山県・京都府・大阪府・広島県・大分県に配布店舗があった。

## COMICアキバナ!
『COMICアキバナ!』（COMIC AKiBAna!）は、漫画をメインコンテンツとしたフリーペーパーである。コミック・ガンボの姉妹誌。2007年10月20日、10月21日に秋葉原でNo.00が限定配布、後に特定店舗でのラック設置による配布も行なわれていた。配布後、公式サイトには「水面下で動いている」と書かれていたが、結局創刊号が出ることは無かった。また、ガンホーゲームズとのキャンペーン企画もあった。

### 掲載作品

#### 漫画
- 神様の云う通り!（しぐにゃん）
- 天使ちゃんと喪男くん（咲良）※コミック・ガンボに連載されていた『喪男の哲学史』のスピンオフ作品。
- 白い翼のメイドさん（天野うずら）
- 天使んらんまん（天野うずら）
- エイケン スピン★オフ（松山せいじ）※週刊少年チャンピオンに連載されていた『エイケン』のスピンオフ作品。
- アキバ風雲録 響!（Moo.念平）
- どしだえん（どしだ）
- モバ@スク（しょうご）

#### 小説
- 那穂とぼくとクーワクーワの島（文：本田透 絵：松柳文翔）

#### カラーイラスト
たくろう、しぐにゃん、司淳、たかみち、髙木信孝、ニシジマアキラ

#### 表紙
吉崎観音

## 株式会社デジマ
株式会社デジマは、本誌を発行していた株式会社である。トランスコスモスや日本テレビなども出資していた。
上記のように2007年12月11日をもって事業を停止、事後処理が弁護士4名に一任されることになった。なお、上記足立淳のブログによれば、同年末で自己破産申請の方向で調整に入ったとのこと。